# Convallaria keiskei
Convallaria keiskei là một loài thực vật có hoa trong họ Măng tây. Loài này được Miq. mô tả khoa học đầu tiên năm 1867.

## Hình ảnh

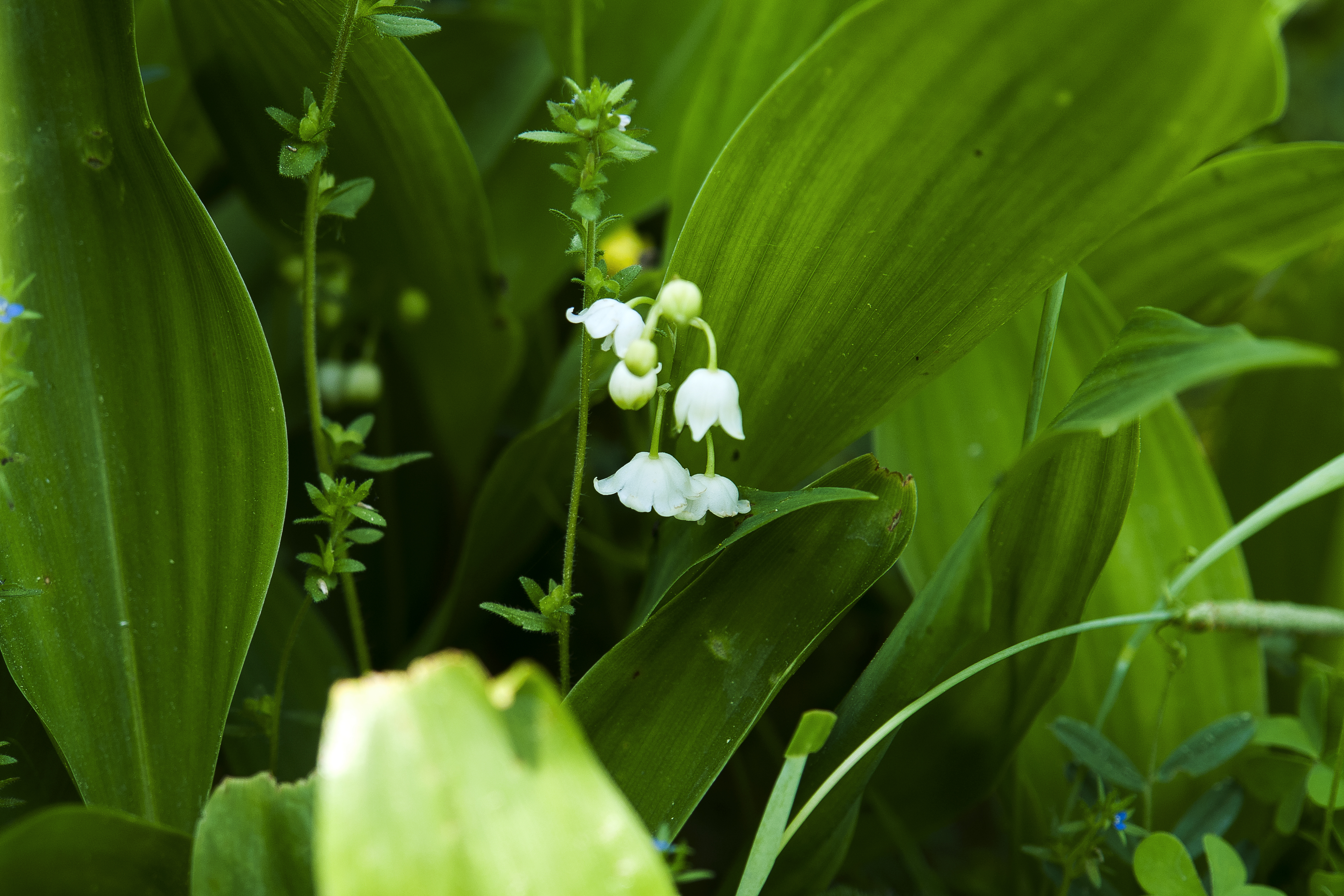
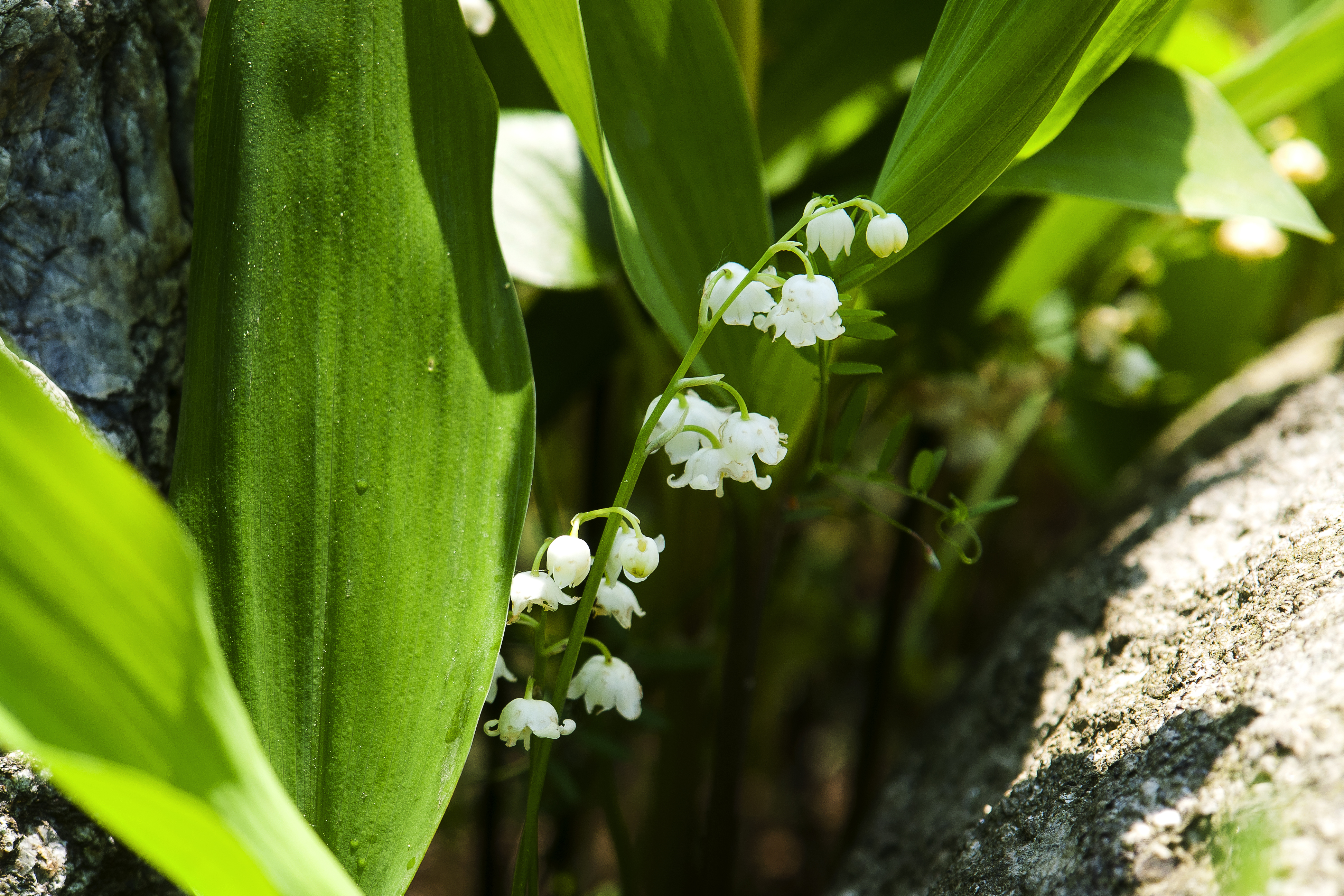